# Galo Ghigliotto
Galo Ghigliotto (Valdivia⁣⁣, 27 de junio de 1977) es un escritor, editor y guionista chileno.

## Biografía
Galo Ghigliotto publicó su primer libro, Valdivia, en 2006, un poemario nacido el año anterior en un taller literario impartido por Raúl Zurita. Al año siguiente lanza Bonnie&Clyde, al que le sigue Aeropuerto dos años después. Como poeta, se ha destacado por su estilo innovador, perteneciente a una generación de escritores jóvenes que muestran una gran potencia lírica.
En 2013 debutó en la narrativa con los cuentos A cada rato el fin del mundo, conjunto de relatos que fue bien recibido por los críticos de La Tercera, Juan Manuel Vial y de El Mercurio, Rodrigo Pinto, quien escribió: «Ghigliotto pasea por tópicos clásicos: el clasismo chileno, la inseguridad de las carreteras bolivianas, la discriminación hacia los egresados de universidades privadas, la fragilidad de la pareja, por citar algunos ejemplos, pero desde un ángulo siempre inesperado. Varios de los cuentos parecieran desplegarse en varias dimensiones; tan importante es la historia que se lee como las otras que se sugieren, los futuros posibles, las múltiples posibilidades que abre el azar y que el mismo azar se encarga de conducir. El libro es también singular por la calidad de la escritura. No hay excesos de lirismo, sino una contención en la escritura, un ritmo pausado, que, sin embargo, pone en tensión estas historias mínimas —o minimalistas—, paisajes personales, momentos de vida, tensión que despierta la curiosidad y motiva a la lectura».

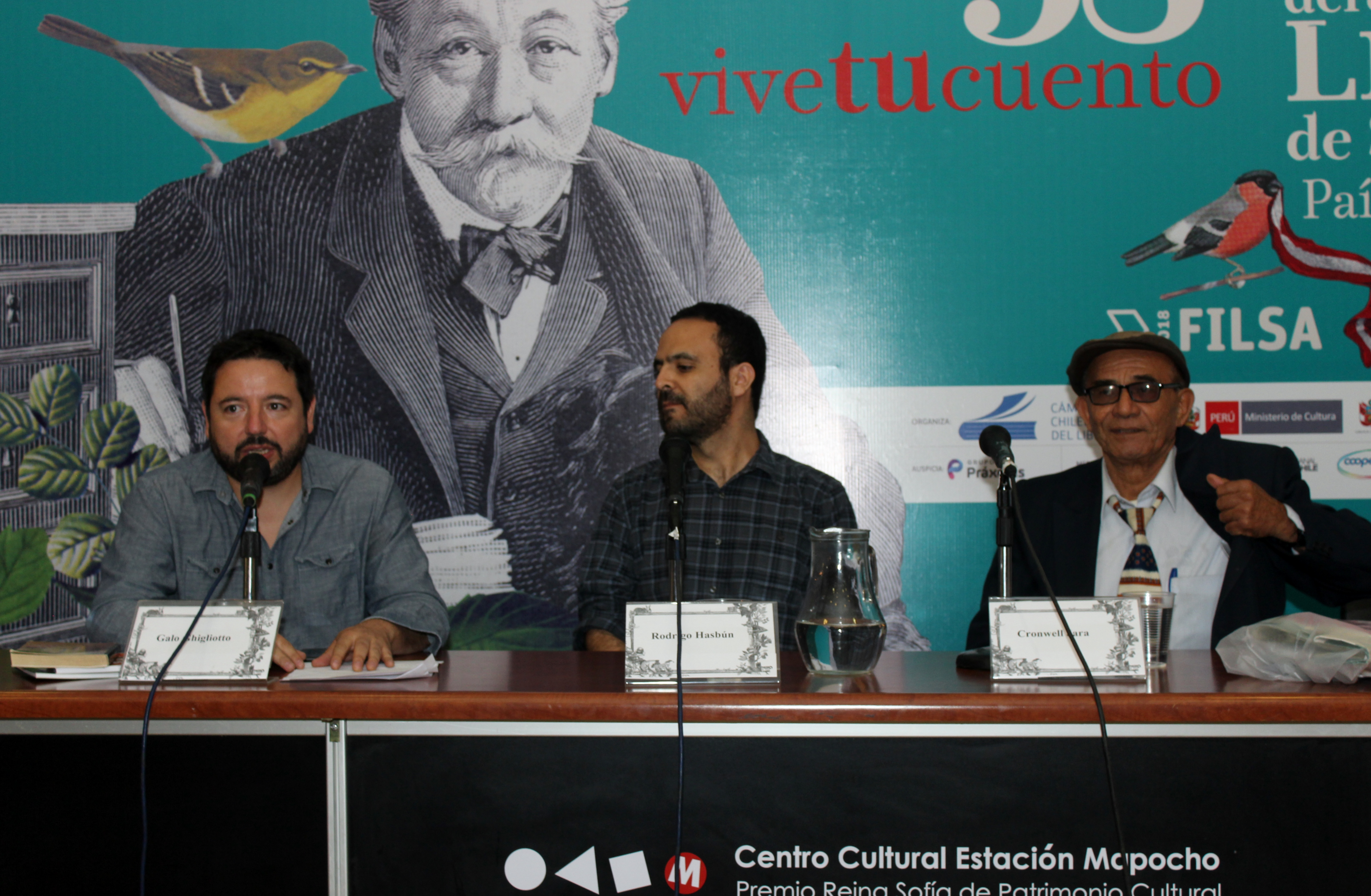
Ghigliotto con Rodrigo Hasbún y Cronwell Jara en la FILSA.

Tres años más tarde lanzó su primera novela, Matar al mandinga, que ganó el Premio Municipal Juegos Literarios Gabriela Mistral 2016. Sobre esta novela la crítica literaria Patricia Espinosa, de LUN, escribió: «Este libro está dentro de las publicaciones narrativas chilenas más destacadas del último tiempo».
En 2017 la traducción al inglés de su poemario Valdivia, traducido por el poeta norteamericano Daniel Borzutzky, ganó el premio ALTA a la mejor traducción de poesía de ese año.
Es director de la Editorial Cuneta y organizador de la Furia del Libro, feria de editoriales independientes. Creó el sitio Registro Visual de Poesía Chilena, espacio que almacena registros audiovisuales.
Tiene una maestría en Literatura latinoamericana y chilena por la Universidad de Santiago. Actualmente, es el director de la editorial de la Universidad de Santiago de Chile.

## Obras

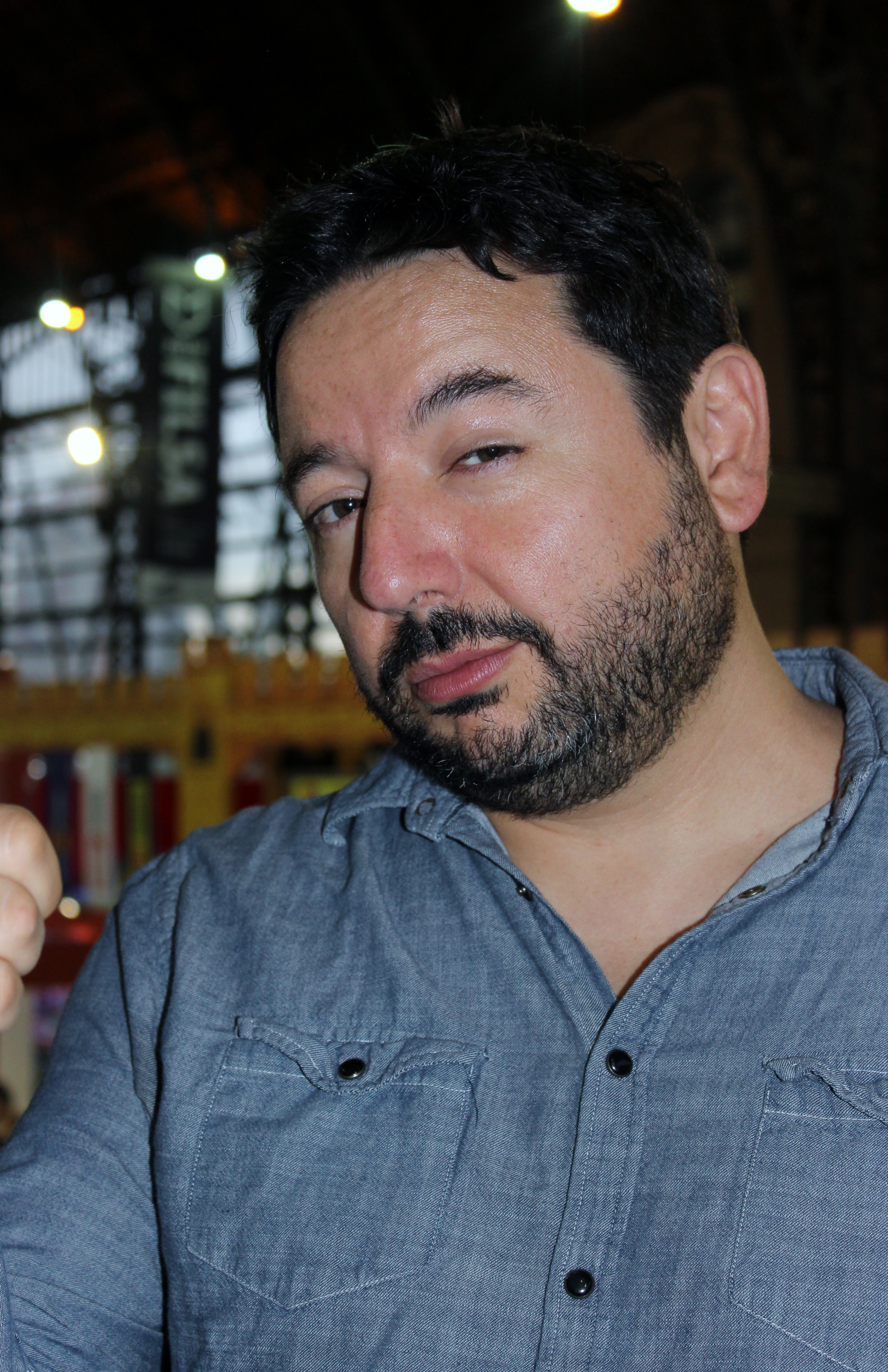
Ghigliotto en 2018.

- Valdivia, poesía, Mantra Editorial, Santiago, 2006 (Lyon, Francia: L'atelier du tilde, 2012; Chicago, USA: CoImPress, 2016)
- Bonnie&Clyde, poesía, Santiago: Garrapato Ediciones, Santiago, 2007.
- Aeropuerto, poesía, Editorial Cuneta, Santiago, 2009.
- A cada rato el fin del mundo, cuentos, Emergencia Narrativa, Valparaíso, 2013.
- Monosúper, poesía, Nos Es Nada, París, 2016.
- Matar al madinga, LOM Ediciones, 2016.
- El museo de la bruma, Laurel Libros, 2019.

## Premios y reconocimientos
- Beca de Creación Literaria del Consejo Nacional del Libro y la Lectura (2011)
- Residencia en La Maison de la Poésie de Rennes, Francia (2012)
- Premio Municipal Juegos Literarios Gabriela Mistral 2016 por Matar al mandinga.
- La traducción de su poemario Valdivia por el poeta norteamericano Daniel Borzutzky recibió el National Translation Award in Poetry en 2017.
- Premio MOL (Mejor Obra Literaria), del Ministerio de las Culturas y las Artes, en la categoría «novela publicada» por El museo de la bruma, 2020.
- Premio a la Edición, mejor libro editado en 2019, entregado por la Cámara Chilena del Libro, por El museo de la bruma, 2020.